# Малая Воря
Ма́лая Во́ря — река в Московской и Смоленской областях России, левый приток Вори, впадающей в Угру. Протекает по территории Можайского городского округа и Гагаринского районов. На Малой Воре находятся село Семёновское, посёлок Мира, деревни Слащёво и Тёплое.
Длина — 22 км, площадь водосборного бассейна — 88 км². Равнинного типа. Питание преимущественно снеговое. Река замерзает обычно в середине ноября, вскрывается в середине апреля:7—8. Протекает в основном по смешанному лесу с редкими лугами. По берегам Малой Вори можно проложить интересный маршрут с продолжением по самой Воре и другому притоку Вори — Добрее:58.
По данным Государственного водного реестра России, относится к Окскому бассейновому округу. Речной бассейн — Ока, речной подбассейн — Бассейны притоков Оки до впадения Мокши, водохозяйственный участок реки — Угра от истока до устья.